# Siebel Si 204

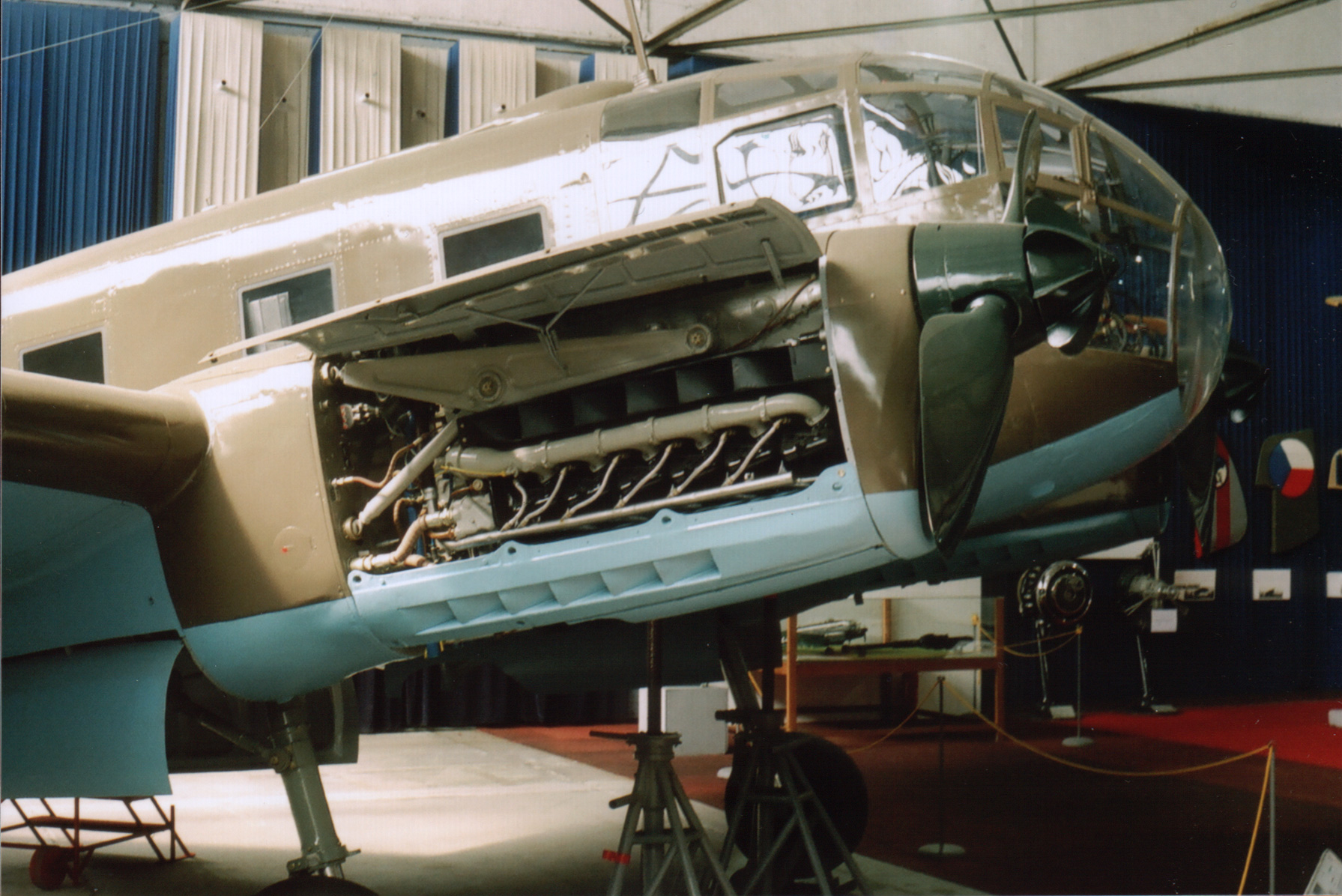
Siebel Si 204

De Siebel Si 204 (ook wel bekend als Si-204) is een Duits transport- en lesvliegtuig gebouwd door Siebel. De Si 204 is gebaseerd op de Fh 104. Het Reichsluftfahrtministerium, het Duitse ministerie voor de luchtvaart, gaf in 1938 de opdracht de Si 204 te ontwerpen. Het toestel is oorspronkelijk ontwikkeld als licht transportvliegtuig voor de civiele markt, later werd het toestel ook door de Luftwaffe ingezet.
Tijdens en na de Tweede Wereldoorlog is het toestel in Frankrijk door SNCAC geproduceerd en in Tsjechoslowakije door Aero als C-3 geproduceerd.
De Nederlandse prins Bernhard had na de Tweede Wereldoorlog de beschikking over twee Siebel Si 204’s. Een daarvan, de PH-NLL, stelde hij beschikbaar aan het Nationaal Luchtvaart Laboratorium om vliegproeven uit te voeren.

## Specificaties
- Bemanning: 1 à 2

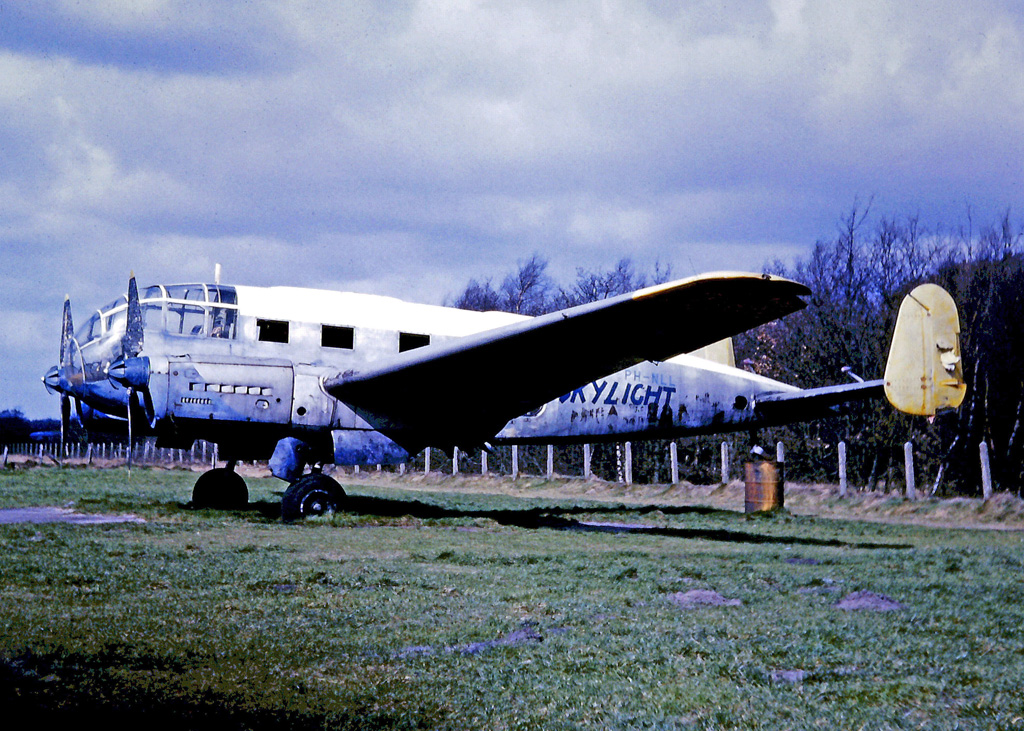
Een Siebel Si 204 met de registratie PH-NLL op het vliegveld van Hilversum

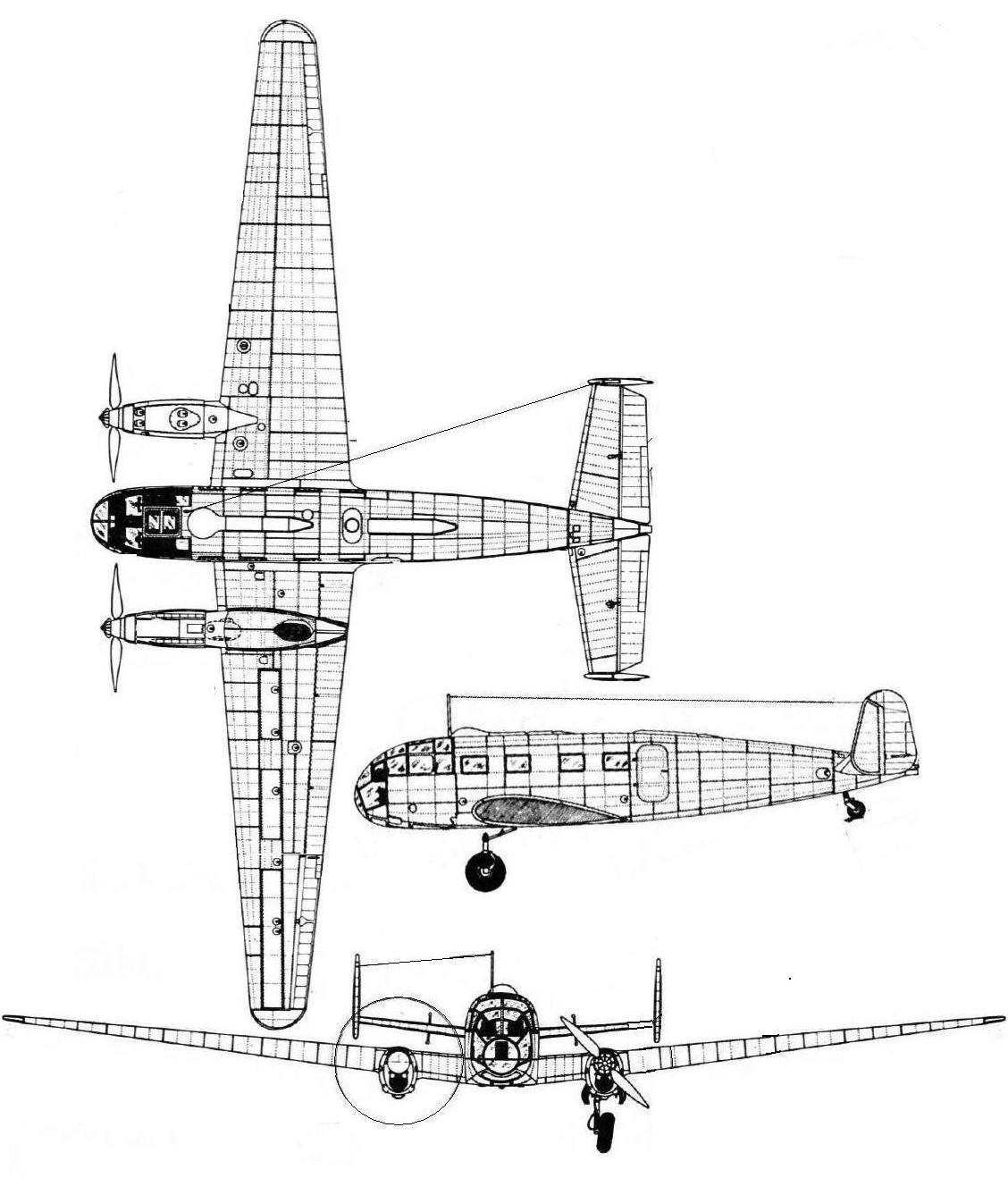
Siebel Si 204

- Capaciteit: Tot 8 passagiers of tot 1 650 kg aan vracht
- Lengte: 13,00 m
- Spanwijdte: 21,33 m
- Hoogte: 4,25 m
- Vleugeloppervlak: 46 m2
- Leeggewicht: 3 950 kg
- Max. opstijggewicht: 5 600 kg
- Motoren: 2× Argus 411 A1, 441 kW (592 pk)
- Maximumsnelheid: 364 km/u
- Bereik: 1 400 km
- Plafond: 6 400 m
- Klimsnelheid: 360 m/min

## Gebruikers

### Civiele gebruikers
- Duitsland
  - Lufthansa
- Nederland
  - NLL
- Polen
  - LOT Polish Airlines
- Sovjet-Unie
  - Aeroflot
- Tsjechoslowakije
  - ČSA

### Militaire gebruikers
- Duitsland
- Frankrijk
- Polen
- Sovjet-Unie
- Tsjechoslowakije
- Zweden